# Sunday Times Rich List
Sunday Times Rich List (en español: Lista de ricos del Sunday Times) es una lista de las mil personas o familias más adineradas del Reino Unido, actualizada anualmente en abril y publicada como una revista suplemento por el periódico británico The Sunday Times desde 1989. Las decisiones editoriales sobre la compilación de la lista se publican en el periódico y en su versión en Internet como sus «reglas de compromiso».[cita requerida]
La lista no está limitada a ciudadanos británicos, por lo que a veces incluye a individuos o familias que nacieron fuera de ese país pero que trabajan o viven predomintantemente en el Reino Unido. Esto excluye a individuos con importantes valores financieros, tales como Rupert Murdoch —dueño de The Times y The Sunday Times—. Murdoch es un ciudadano estadounidense nacido en Australia y no vive en el Reino Unido. Cada año, The Sunday Times reconoce este hecho y detalla en qué posición de la lista se encontraría en caso de ser incluido.[cita requerida]
Los editores estiman la riqueza de los sujetos en un espectro de información pública, basado en los valores de enero de cada año. Típicamente, explican sus acciones declarando: «Medimos la riqueza identificable, sea terrenos, propiedades, carreras de caballos, arte o acciones en compañías. Excluímos cuentas bancarias, a las que no tenemos acceso... tratamos de dar pero considerando nuestras limitaciones».[cita requerida]

## Libro
Una versión más completa de la lista de ricos, se publica también como un libro, editado por Philip Beresford. Esta lista cubre las 5.000 personas más ricas e incluye sus direcciones comerciales. 
- Sunday Times Rich List 2006-2007 fue publicado por A & C Black en diciembre de 2006 (ISBN 978-0-7136-7941-0).
- Sunday Times Rich List 2007-2008 iba a ser publicado por A & C Black en noviembre de 2007 (ISBN 978-0-7136-8515-2), pero finalmente no se llevó a cabo dado un desacuerdo entre los editores y The Sunday Times. Los editores querían publicar el libro sólo si se incluía en el mismo una edición en formato CD. The Sunday Times no permitió esto argumentando que daría a sus competidores la oportunidad de crear y desarrollar su propia base de datos y publicar listas rivales.[1]